# Galicien
Galicien (galiciska Galiza eller Galicia, spanska Galicia) är en autonom region i nordvästra Spanien. 
Galicien indelas i de fyra provinserna A Coruña, Ourense, Pontevedra och Lugo. De största städerna är Vigo, A Coruña, Pontevedra, Lugo, Ferrol, Ourense och Santiago de Compostela.
Galiciens kust kännetecknas av de många, nästan fjordlika, vikarna med bräckt vatten, vilka kallas för rías och indelas i Rias Altas och Rias Baixas. Dessa rías är mycket fiskrika, och bidrar i stor utsträckning till att Galicien räknas bland världens viktigaste fiskeområden. I närheten av Rias Baixas finns flera stora stadsområden som Vigo och Pontevedra.

## Historia

### Förhistorien, antiken
Namnet Galicien kommer av det latinska namnet Gallaecia, som sammankopplas med namnet på den keltiska stammen som höll till ovanför floden Duero, Gallaeci eller Callaeci på latin och Kallaikoi på grekiska. Stammarna nämndes av Herodotos.
Före den romerska invasionen levde flera stammar i regionen, som enligt Strabon, Plinius den äldre och Herodotos levde efter likartad kultur och vanor. Stammarna verkar ha levt efter keltisk kultur och det finns bevis för att den siste galiciske keltisktalande dog på 1400-talet.
Regionen beträddes första gången av romerska trupper under Decimus Junius Brutus 137 f.Kr.–136 f.Kr. Provinsen blev dock romersk först under Augustus (29 f.Kr. – 19 f.Kr.).

### Medeltiden
Under 400-talets invasioner föll regionen under svebiskt styre 411 och de skapade ett kungadöme. 584 invaderade den visigotiske kungen Leovigild kungadömet, som besegrade det och satte det under visigotiskt styre. Under morernas invasion av Spanien 711-718, låg Galicien under morerna som drevs ut 739 av Alfonso I av Asturien.
Under 800- och 900-talet hade Galiciens grevar varierande makt och kusterna anfölls ofta av normander och vikingar. Tornen i Catoira (Pontevedra) byggdes som ett system av fort för att stoppa vikingarnas anfall mot Santiago de Compostela.
1063 delade Ferdinand I sitt kungadöme mellan sina söner. Garcia II fick Galicien, som 1072 med tvång övertogs av Garcia II:s bror Alfonso VI, och från den tiden var Galicien en del av kungadömet Kastilien-León, dock under skilda grader av självstyre.

### Senare århundraden
Galiciska nationalister och federala rörelser växte fram under 1800-talet, och efter att den andra spanska republiken förklarades 1931, blev Galicien efter en folkomröstning en autonom region. Under general Francisco Franco, som själv var galicier från Ferrol, annullerades autonomiteten mellan 1936 och 1975. Francos regim undertryckte även utövandet av det galiciska språket, även om det aldrig förbjöds. Under det sista årtiondet av Francos styre återuppstod de nationalistiska känslorna i Galicien.
Efter övergången till demokrati efter Francos död 1975, återfick Galicien sin status som autonom region. Olika grader av nationalistiska och separatistiska uppfattningar finns på politisk nivå. Det enda nationalistiska partiet av betydelse är Bloque Nacionalista Galego (BNG) som är ett konglomerat av vänster, radikal vänster och personer som förespråkar ett totalt oberoende från Spanien. De nationalistiska partierna är dock i minoritet.
1990-2005 leddes regeringen och parlamentet, Xunta de Galicia, av Partido Popular (Spanska folkpartiet, Spaniens mest konservativa parti) under ledning av Manuel Fraga, som tidigare var minister och ambassadör under Francoregimen. 2005 förlorade partiet sin majoritet men var ändå parlamentets största parti. Som en följd av detta övergick regeringsmakten till en koalition mellan Partido dos Socialistas de Galicia (PSdeG) ('Galiciska socialistpartiet'), ett regionalt systerparti till Spaniens största socialdemokratiska parti, Partido Socialista Obrero Español ('Spanska socialistiska arbetarpartiet') och BNG. Som ledare för det största partiet i koalitionen är PSdeG:s Emilio Perez Touriño president.

## Geografi och indelning

### Indelningar

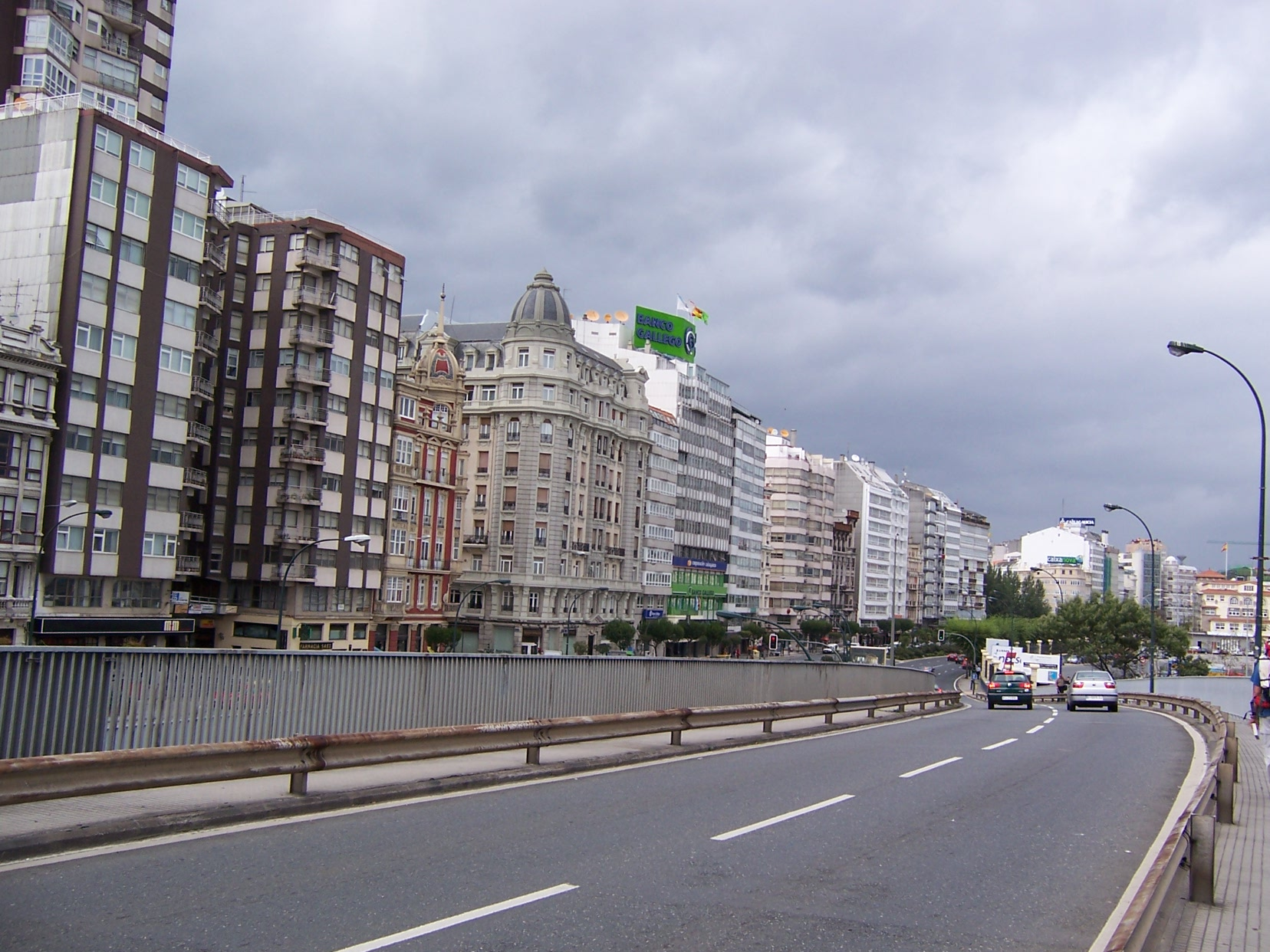
Gata och byggnader i A Coruña

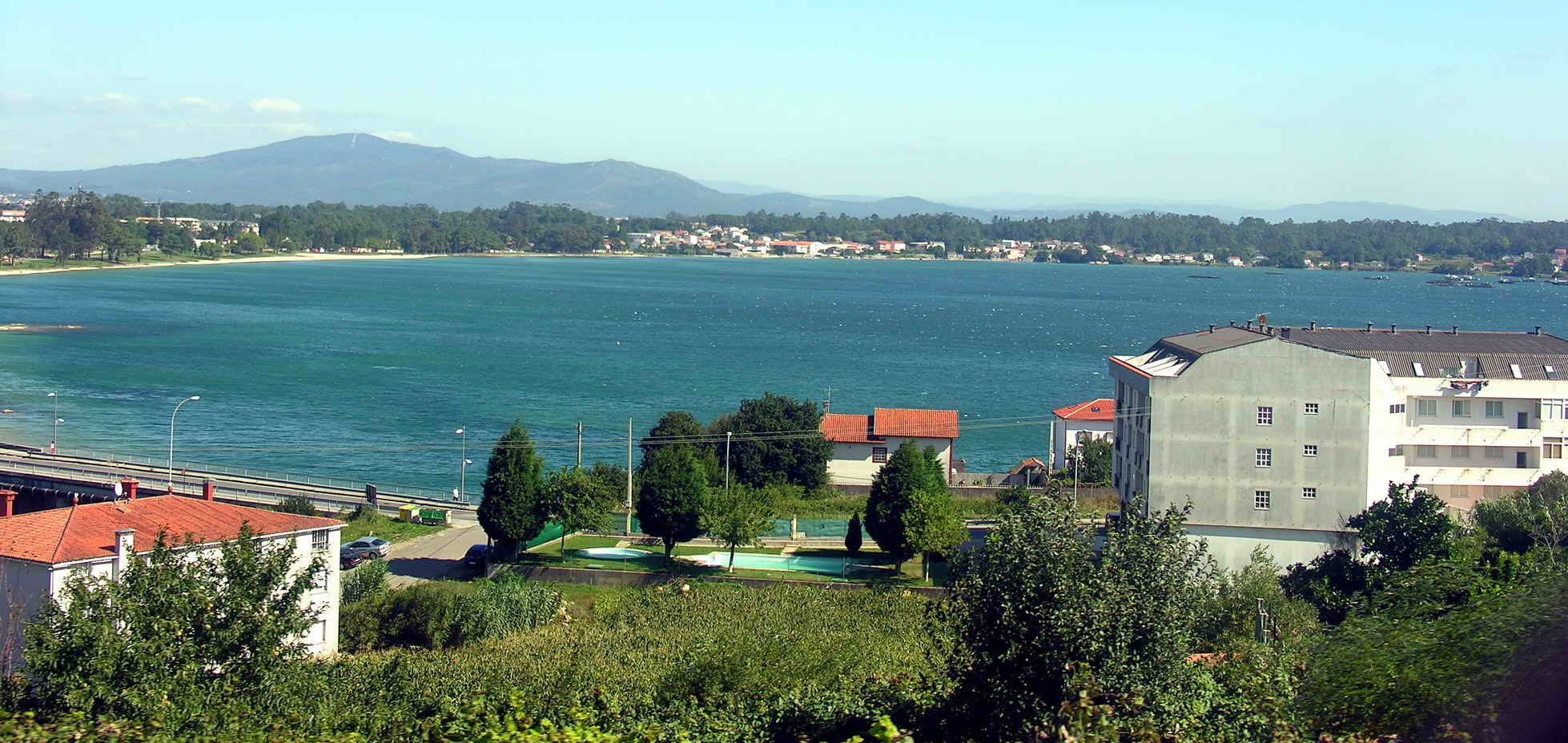
Ría de Arousa

från 1400-talet var Galicien indelat i sju provinser:
- A Coruña
- Santiago de Compostela
- Betanzos
- Mondoñedo
- Lugo
- Ourense
- Tui

1833 slogs de sju provinserna ihop till fyra:
- A Coruña
- Ourense
- Pontevedra
- Lugo

De största städerna är Vigo, A Coruña, Pontevedra, Lugo, Ferrol, Ourense och Santiago de Compostela som är regionens huvudstad och biskopssäte. Santiago de Compostela är även platsen dit den mest berömda medeltida europeiska pilgrimsfärden, Jakobsleden, gick, där aposteln Jakob sägs ligga begravd.

### Naturformer
Geografiskt är ett viktigt inslag de många fjordliknande vikarna längs kusten, estuarier som dränktes i samband med höjningen av havsnivån under istiden. Dessa kallas rías och är uppdelade i Rías Altas, Rías Medias och Rías Baixas. Största delen av befolkningen lever nära Rías Baixas, där flera städer, bland annat Vigo och Pontevedra ligger. Rías är viktiga för fiskenäringen och gör kusten till ett viktigt fiskeområde. De spektakulära landskapen med vildmark vid kusten attraherar många turister.
Galicien har bevarat mycket av sina tätbevuxna atlantiska skogar där vildmarken ligger. Den är inte förorenad och dess landskap består av gröna kullar, klippor och rías som är mycket olikt vad som vanligen uppfattas som det spanska landskapet.

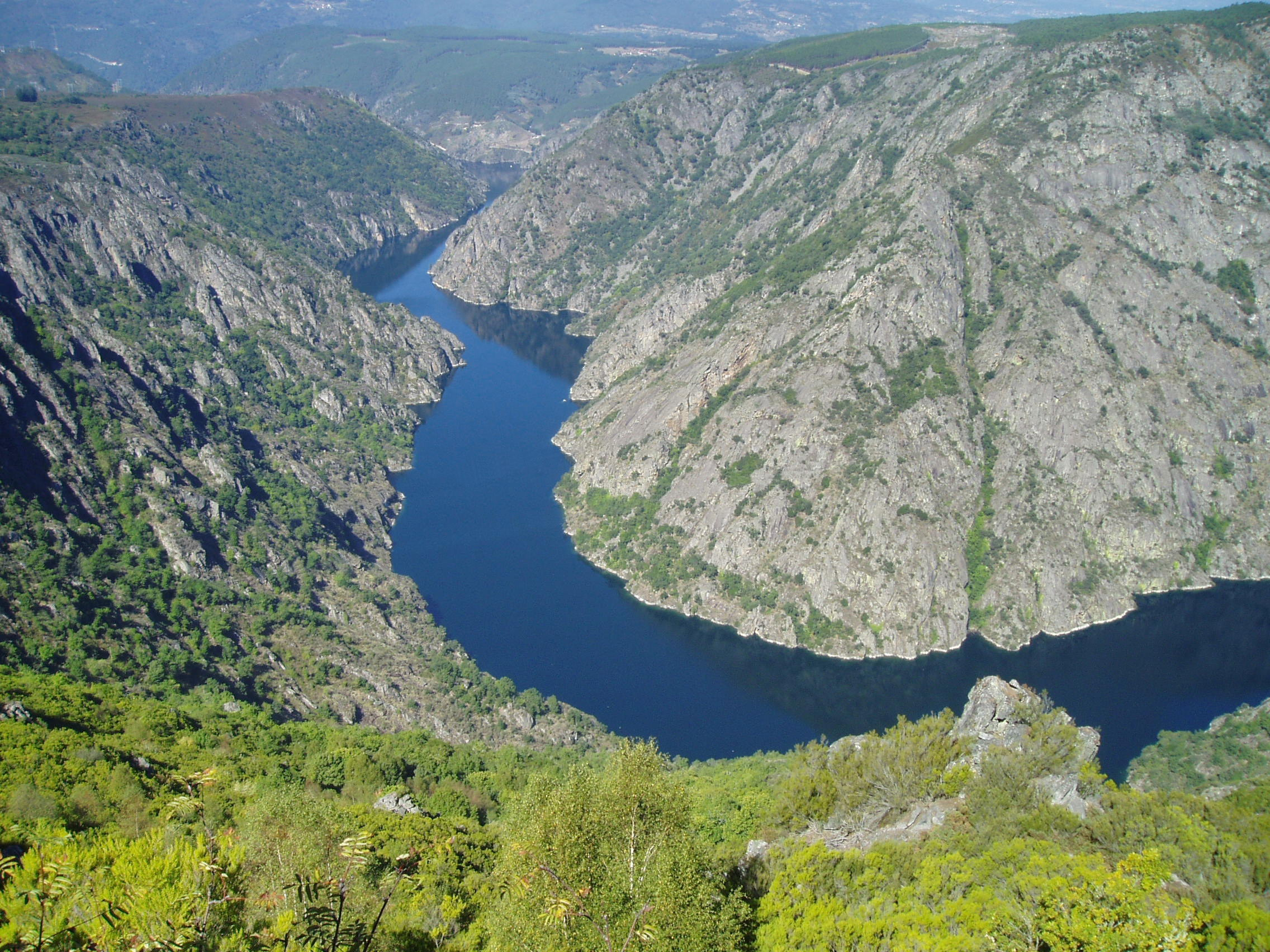
Floden Sil.

Inlandet är mindre befolkat på grund av människornas flyttning ut mot kusten och Spaniens storstäder. Där ligger de små städerna Ourense, Lugo, Verín, Monforte de Lemos och O Barco samt några små byar. terrängen består av flera låga bergsområden som genomkorsas av små floder som inte är farbara men producerar elektricitet från de många dammarna. Galicien har så många små floder att regionen har kallats landet med de tusen floderna. De viktigaste floderna är Miño och Sil som har spektakulära floddalar.
Bergen i Galicien är inte höga, men har gjort att folket på landsbygden har isolerats och missgynnat utvecklingen i inlandet. Det finns en skidort i Cabeza de Manzaneda, som ligger 1 700 meter över havet i Ourenseprovinsen. det högsta berget är Trevinca (2 100 meter över havet) på den östra gränsen mot provinserna León och Zamora i Kastilien-León.
Aven om det finns många stora naturområden i regionen, så har Galicien haft miljöproblem i modern tid. Avverkningen i många områden av eucalyptusträden, som är viktiga för pappersindustrin orsakar obalans i ekosystemet. Faunan, speciellt den iberiska vargen, har råkat ut för boskapsägare och bönder. Rådjursarter har minskat i beståndet på grund av jakt och utveckling. Nyligen blev oljeutsläpp ett problem, speciellt i samband med Mar Egeokatasrofen i A Coruña och den ökända Prestigekatastrofen 2002, ett utsläpp som var större än Exxon Valdez utsläpp i Alaska. Andra miljöproblem är gasutsläpp av sjöfartstrafiken, utsläpp från fiskeodlingar, överfiske och de största skogsbränderna i Spanien, trots Galiciens fuktiga klimat.

### Klimat
Vädret i Galicien är atlantiskt med mild temperatur hela året. Santiago de Compostela har i genomsnitt 100 dagar regn om året. Inlandet, speciellt de bergiga delarna i Ourense och Lugo har kallt och snö under vintermånaderna.
På sommaren leder de varma temperaturerna i kombination med de tätbevuxna skogarna, till skogsbränder. Skogsbränderna under sommaren 2006 var speciellt svåra, då hundratals hektar klara brann ner.

## Ekonomi
I Galicien är de ekonomiska kontrasterna stora. Medan västkusten, med sin stora befolkning, fiske och tillverkningsindustri, blomstrar och ökar sin befolkning, är landsbygden i Ourense- och Logoprovinserna ekonomiskt beroende av jordbruket som är baserat på små jordegendomar, så kallade minifundios.
Ökningen av turismen och traditionellt jordbruk ger dock andra möjligheter för den galiciska ekonomin, utan att äventyra bevarandet av naturresurser och den lokala kulturen.

## Demografi
Enligt folkräkningen av INE 2006, har Galicien 2.767.524 mantalsskrivna invånare. Man beräknar att cirka tre miljoner galicier har emigrerat, till största delen till andra spanska regioner och till Argentina, samt andra latinamerikanska och centraleuropeiska länder. Folktätheten, 93,6 inv./km², är något högre än medeltalet i Spanien.

### Befolkningens fördelning
Vigo är den största staden i Galicien, och Rías Baixas är området med högsta befolkningstäthet. Den traditionella administrativa indelningen av befolkningen i Galicien är avsevärt olika resten av Spanien och baserar sig på byar ("aldea"), civila församlingar (parroquia) och comarcas (det finns femtiotre ”comarcas”).
Galicien har flera betydande städer räknat i folkmängd, även om de inte är de största städerna i Spanien:

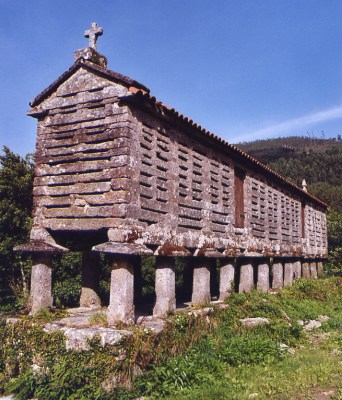
En hórreo, en typ av förvaringsplats (ung. visthusbod) som är typisk för norra Spanien

- Vigo - (293.255).
- A Coruña - (243.320).
- Ourense - (108.137).
- Lugo - (94.271).
- Santiago de Compostela - (93.458).
- Pontevedra - (80.096).
- Ferrol - (76.399).
- Vilagarcía de Arousa - (36.519).
- Narón - (35.664).
- Oleiros - (31.264).
- Redondela - (30.029).
- Carballo - (29.985).
- Ribeira - (27.053).
- Arteixo - (26.739).
- Culleredo - (26.547).
- Marín - (26.190).

### Emigration
Liksom andra keltiska regioner, har även Galicien upplevt massemigration.
Under 1800-talet och tidigt på 1900-talet emigrerade många till andra delar av Spanien och Latinamerika. Den stad i världen som har näst flest galicier är Buenos Aires i Argentina. Där kallas spanjorer allmänt för gallegos, det vill säga galicier på spanska.
Under Francos tid emigrerade många galegos till Frankrike, Schweiz och Storbritannien.

### Språk

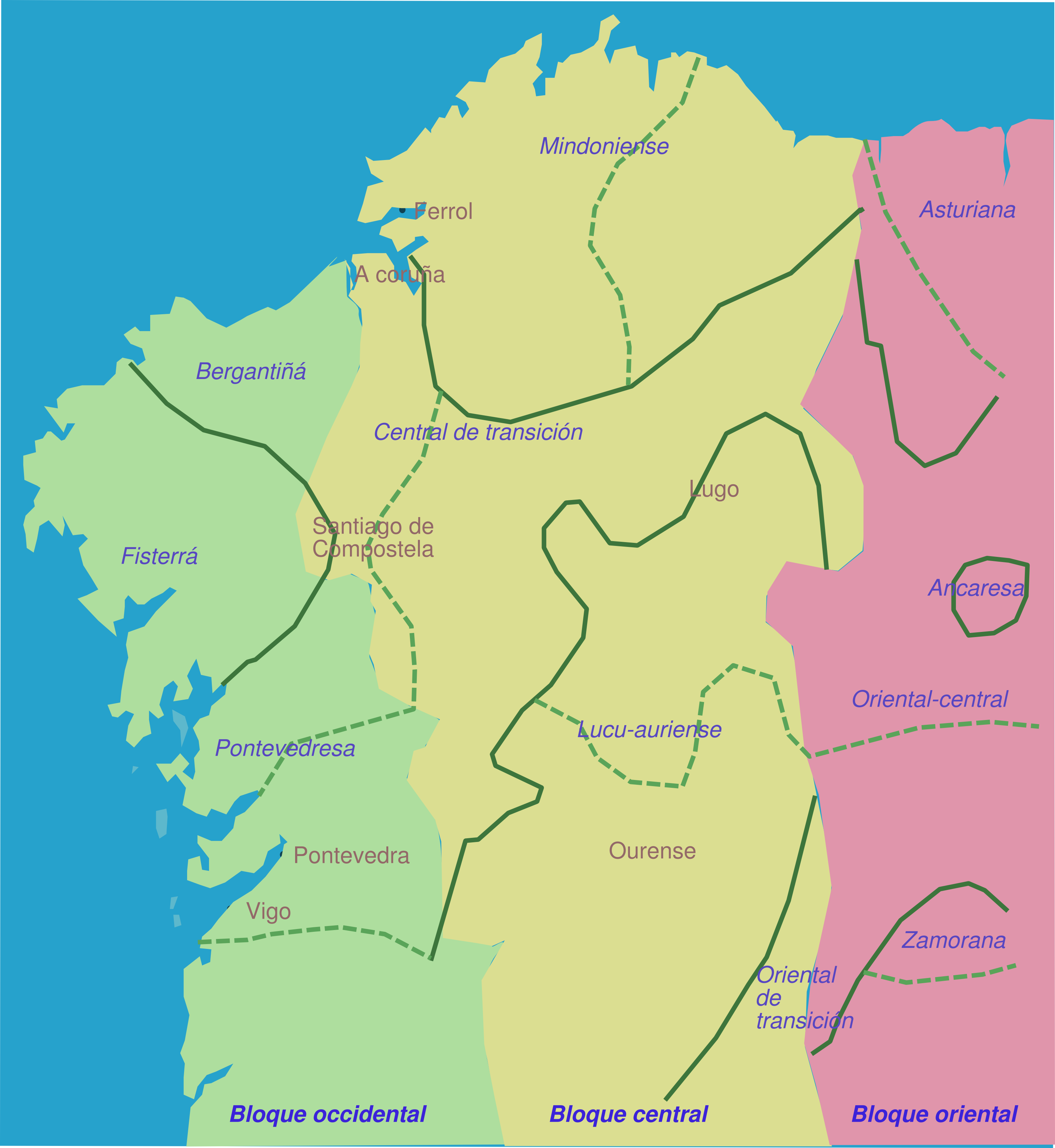
Lingvistikkarta över galiciska

De språk som talas i regionen är galiciska (Galiciska: Galego eller Gallego), det lokala språket som kommer av latin och är nära relaterat med portugisiska, båda är galicisk-portugisiska språk, samt spanska, det enda officiella språket i mer än fyra århundraden. Sedan slutet av 1900-talet är även galiciska officiellt språk och liksom spanskan lärs det ut i skolorna. Det finns en bred uppfattning inom regionen att det galiciska språket ska bevaras.
Galiciska och portugisiska kommer ursprungligen ur den tidiga galicisk-portugisiskan (Galego-Português), som talades i Galicien och i regionerna norr om Douro i Portugal. Dessa språk anses av vissa galicier vara två dialekter av samma galicisk-portugisiska språk. Under medeltiden började galiciska och portugisiska att skilja sig åt, en utveckling som påskyndades av politisk delning. Språkförståelsen är stor mellan galicier och nordportugiser, medan den är sämre mellan galicier och sydportugiser/sydspanjorer.
En särskild galicisk litteratur växte fram efter medeltiden. På 1200-talet skapades viktiga bidrag till den romanska musiken på galicisk-portugisiska. De mest kända gjordes av trubaduren Martín Codax och av Alfonso X, kallad El Sabio (Den vise). Under denna period ansågs galicisk-portugisiska vara kärleksdikternas språk inom den iberisk-romanska språkkulturen.

## Kultur och samhället

### Det galiciska köket
Den galiciska maten består ofta av fisk och skaldjur. En av rätterna, empanadas, är en kött- eller fiskpaj. Caldo Galego är en mustig soppa med potatis och en lokal grönsak, grelo. Centola är krabba som tillagas genom att den kokas levande med kropp öppnad som ett skal. Därefter blandas inälvorna och serveras i vatten. En annan populär rätt är bläckfisk som kokas hel. Därefter skärs tentaklerna i små bitar och serveras i olivolja.
Pimenton, en spansk variant av paprika, används ofta för att krydda maten. I Galicien finns även den lokala ostsorten tetilla, en vit triangulär ost.

### Berömda galicier

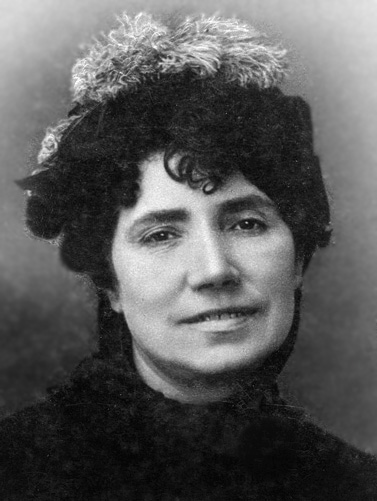
Rosalía de Castro

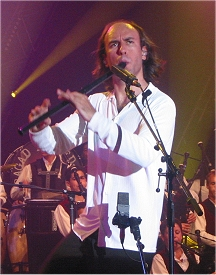
Carlos Núñez

- CastelaoJavier Gómez NoyaGalicisk litteratur:
  - Rosalía de Castro
  - Manuel Curros Enríquez
  - Eduardo Pondal
  - Castelao
  - Celso Emilio Ferreiro
  - Xosé Luís Méndez Ferrín
  - Álvaro Cunqueiro
  - Manuel Rivas
- Övrig litteratur:

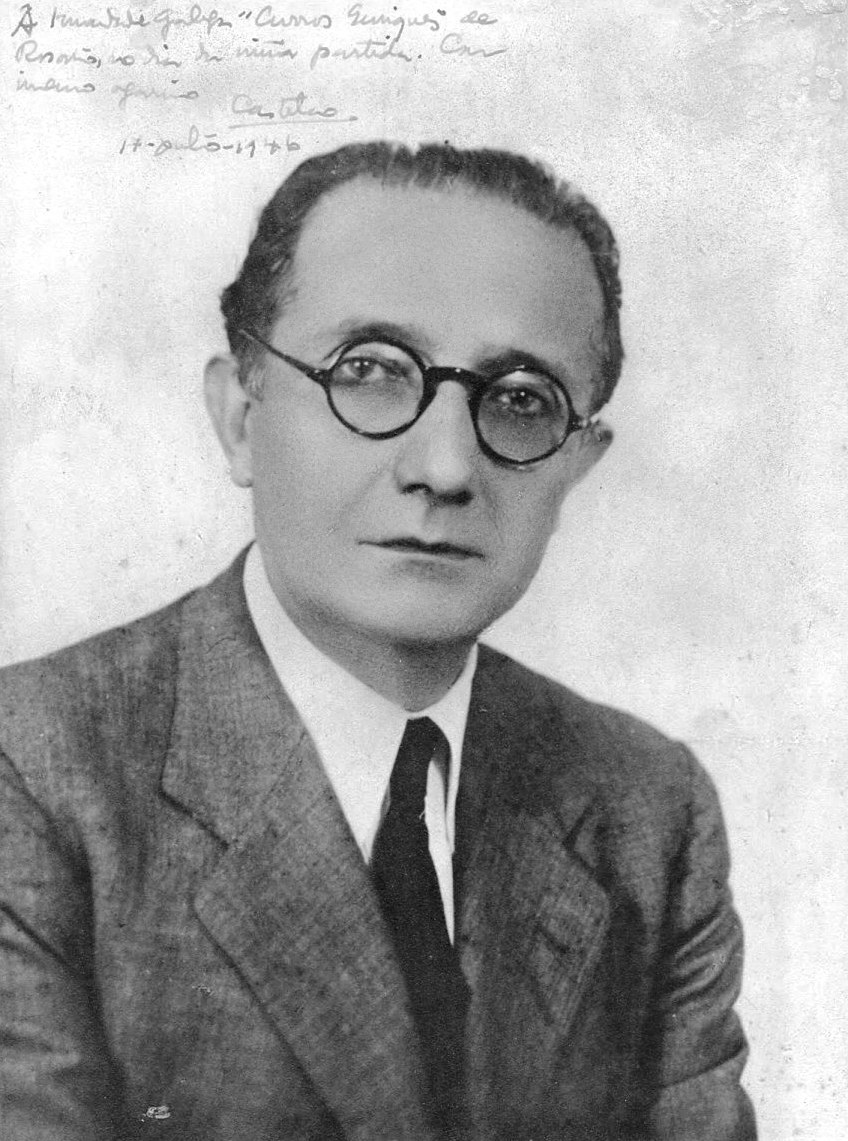
Castelao

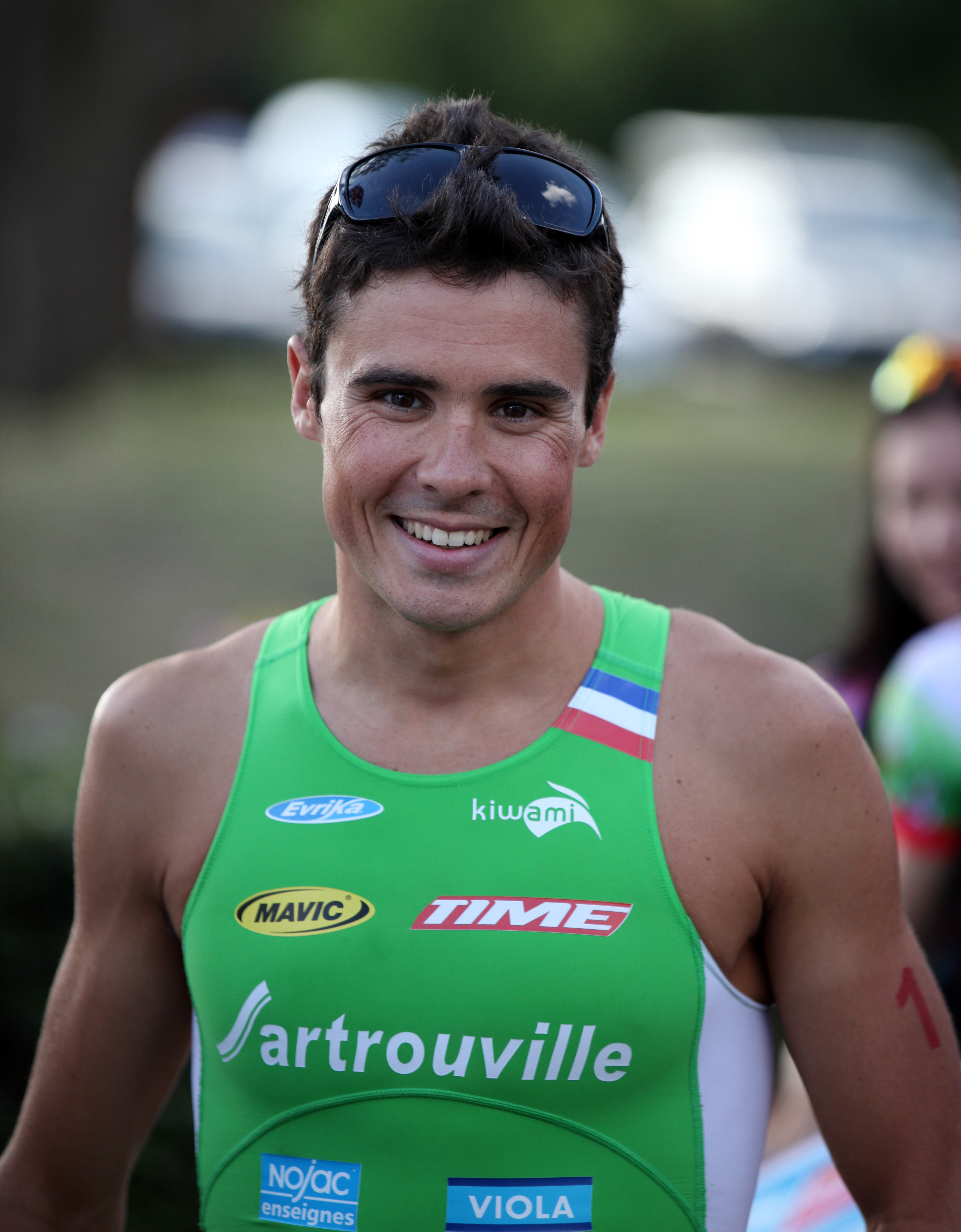
Javier Gómez Noya

  - Camilo José Cela (Nobelpristagare i litteratur, 1989)
  - Emilia Pardo-Bazán
  - Gonzalo Torrente Ballester
  - Ramón del Valle-Inclán
  - Ignacio Ramonet
- Fotografi:
  - Manuel Ferrol
  - Mariano Grueiro
  - Xurxo Lobato
- Musik:
  - Carlos Núñez
  - Juan Pardo
  - Luar na Lubre
  - Milladoiro
  - Manu Chao
  - Marta Sánchez
  - Los Tamara
  - Aerolíneas Federales
  - Siniestro Total
- Film
  - Mariano Grueiro
  - Javier Ozores Marchesi
- Konst:
  - Castelao
- Arkitektur:
  - Cesar Portela
  - Mestre Mateo
- Design:
  - Aduaneiros sem Fronteiras
- Politik:
  - Ángel Castro y Argiz
  - Julián Besteiro
  - Manuel Fraga
  - Francisco Franco
  - Pablo Iglesias
  - Xosé Manuel Beiras
  - Anxo Quintana
  - Emilio Pérez Touriño
  - Santiago Casares Quiroga
  - Antoño Oyarzabal Marchesi
  - Mariano Rajoy
- Sport:
  - Óscar Pereiro Sio
  - Luis Suárez Miramontes
  - Amancio
  - Michel Salgado
  - Fran Vázquez
  - Paco Buyo
  - Javier Gómez Noya
  - David Cal
  - Iván Raña